# Ternasco de Aragón

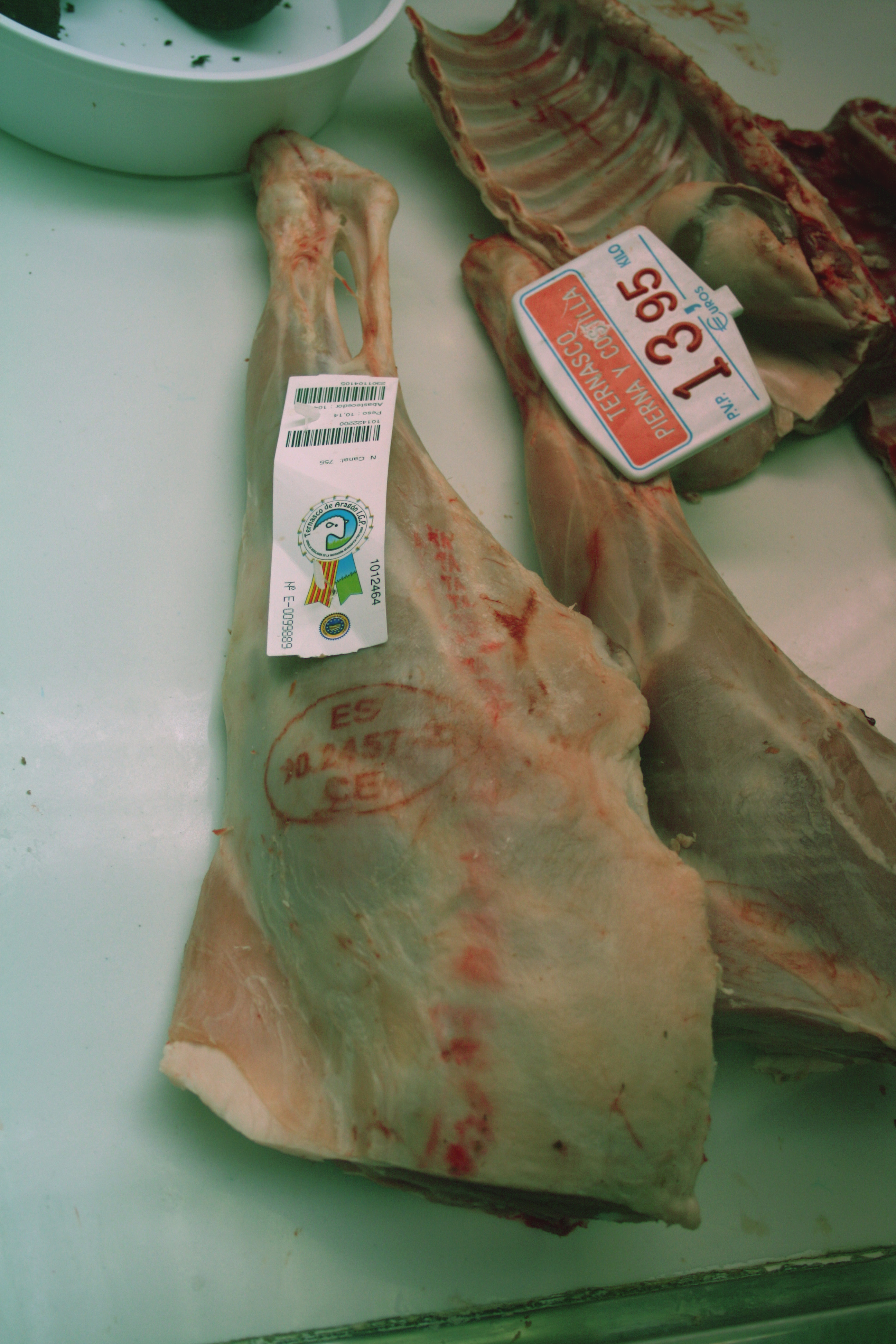
Pierna de ternasco de Aragón con su denominación de origen.

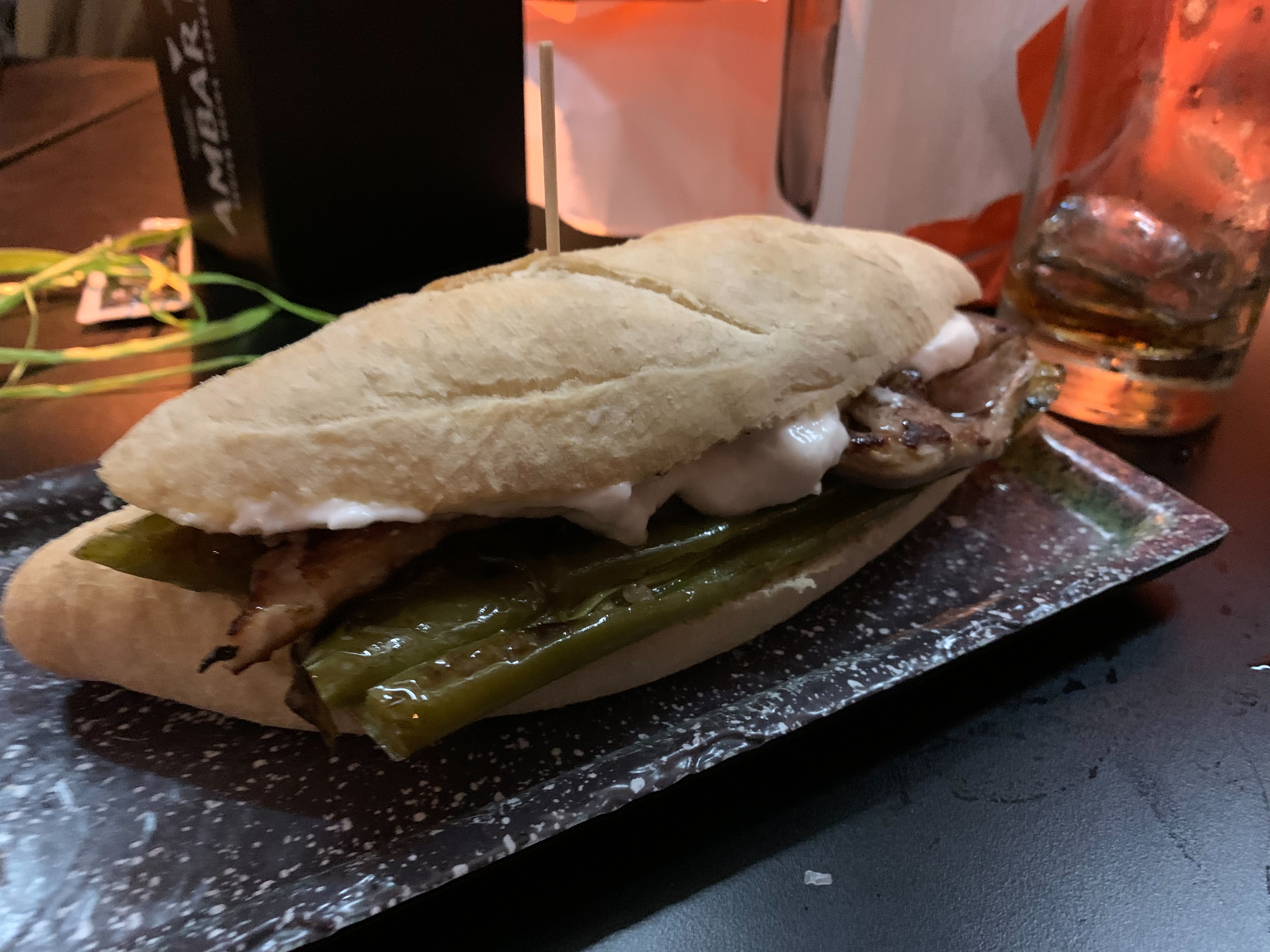
Bocadillo de ternasco, alioli y pimiento verde, servido en un bar de Zaragoza

El Ternasco de Aragón es una indicación geográfica protegida (IGP) creada en 1999 para la promoción y comercialización de la carne de cordero de las razas autóctonas de Aragón. En ella están incluidas las razas rasa aragonesa -muy extendida en Aragón-, ojinegra de Teruel, roya bilbilitana, ansotana y maellana.
En la gastronomía de Aragón se conoce como ternasco al cordero joven, sin distinción de sexo. Es una de las carnes más representativas de la cocina aragonesa. También se denomina así a cualquier plato que lleva como ingrediente principal esta carne. La preparación más habitual del ternasco es asado y guisado al chilindrón.

## Historia
El cordero reunió en Aragón a las tres culturas culinarias que pasaron por historia culinaria de Aragón, la cristiana, la musulmana (considerado un alimento halal) y la judía (donde es considerado kosher). Los judíos españoles, en su cocina sefardí preparaban el cordero con pasas para luego ser servido como fiambre. Los musulmanes, en su cocina andalusí, asaban las piezas aliñándolas con hierbas como la menta. Los cristianos solían comer los despojos y se servían de los cerebros, las tripas y demás elementos de casquería (generalmente comían aquello que árabes y judíos rechazaban por normas religiosas).[cita requerida] Esta forma de cocinar el ternasco, aprovechando las sobras ha quedado en la actualidad como un referente de la cocina aragonesa del ternasco. Desde 2016 se han introducido los nuevos cortes de ternasco de Aragón, que junto a los cortes clásicos, buscan el aprovechamiento de todas las partes del cordero, así como la introducción de esta carne entre los más jóvenes.

## Características
El ternasco se sacrifica con una edad de 70 a 100 días, con un peso en canal de 10 a 13 kilogramos siempre que, además, estos productos estén amparados por la Indicación Geográfica Protegida (IGP) Ternasco de Aragón, y, por lo tanto, cumplan sus exigentes requisitos de calidad. En Aragón la carne de ternasco es habitual en la cesta de la compra y forma parte de recetas culinarias tradicionales de esta región. La carne de ternasco es especialmente sabrosa y tierna.
La indicación geográfica protegida (IGP) Ternasco de Aragón, está reconocida por la Unión Europea, y corresponde a la carne de los corderos menores de 90 días que pertenecen a alguna de las siguientes razas ovinas autóctonas: raza rasa aragonesa -muy extendida en Aragón-, ojinegra de Teruel, roya bilbilitana, ansotana y maellana. El consejo regulador tiene como principal misión la trazabilidad de la carne. La raza rasa aragonesa estuvo a punto de desaparecer gracias a cruces descontrolados con razas nacionales o extranjeras.
Se han realizado muchos estudios sobre esta carne con el objeto de poder determinar la calidad alimentaria y sus propiedades sensoriales, así como la valoración de los consumidores comparando con otro tipo de carnes.

## Preparaciones
Generalmente se prepara asado siendo uno de los platos más populares es el "ternasco asado y mechado" marinado en vino durante toda una noche y posteriormente mechado y elaborado a la brasa con patatas y tocino muy popular en Somontano de Barbastro. En algunas ocasiones se asan a la teja. Otros platos populares en las tierras aragonesas es el "ternasco asado" en horno de leña, los "jarretes estofados", las costillas o la "pierna trufada". Es posible encontrar versiones de este plato guisado al chilindrón. A la caldereta, plato típico pastoril: ternasco a la caldereta. En la cocina de vanguardia española suele emplearse en algunas preparaciones. Sirviendo como ingrediente en algunos casos de imaginativas tapas. Entre los platos de cordero típicos se tiene en la cocina oscense los denominados espárragos montañeses (consiste en los rabos de las corderas), la tradicional sopa aragonesa elaborada con los hígados de los corderos, la chimfaina (guiso con menudillos de cordero). Desde 2002 se celebra la Territorio Bocata en el que se compite por la elaboración de un ternasco elaborado en el popular bocadillo. 

## Salud
El porcentaje de grasa de un ternasco es inferior al de otros corderos, estudios revelan que una pata de ternasco posee un 8% menos de grasa que otras variedades autóctonas de España.